# 格雷森湖
53°37′28″N 10°21′0″E / 53.62444°N 10.35000°E

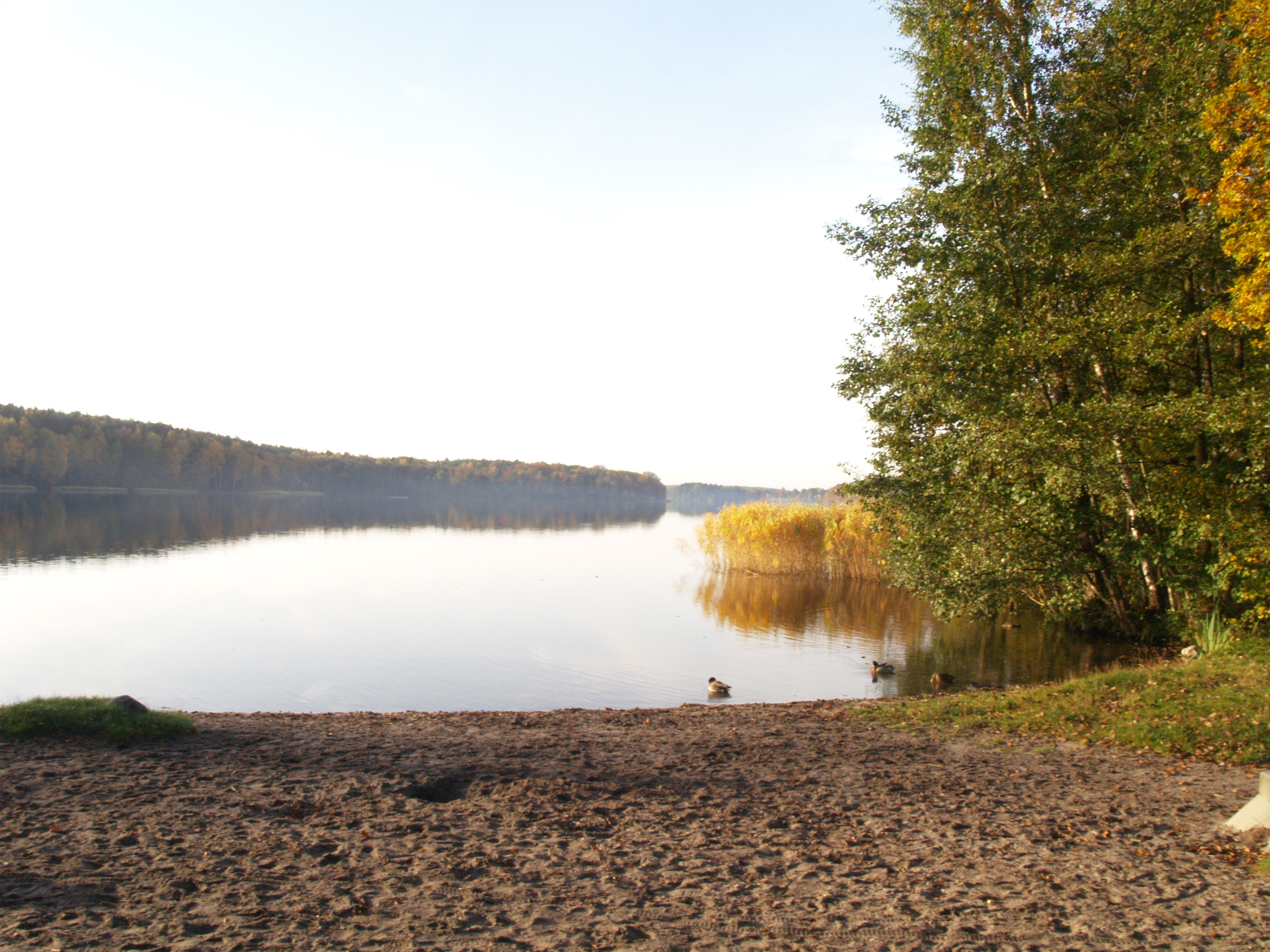

格雷森湖（德語：Großensee），是德國的湖泊，位於該國北部石勒蘇益格-荷爾斯泰因州，由施托爾曼縣負責管轄，面積0.73平方公里，海拔高度38米，平均水深9.3米，最大水深16.4米，水體容量682萬立方米，湖岸線長度6.2公里。